# Sacré-Cœur (Grau d’Agde)

Kirche Sacré-Cœur du Grau d’Agde

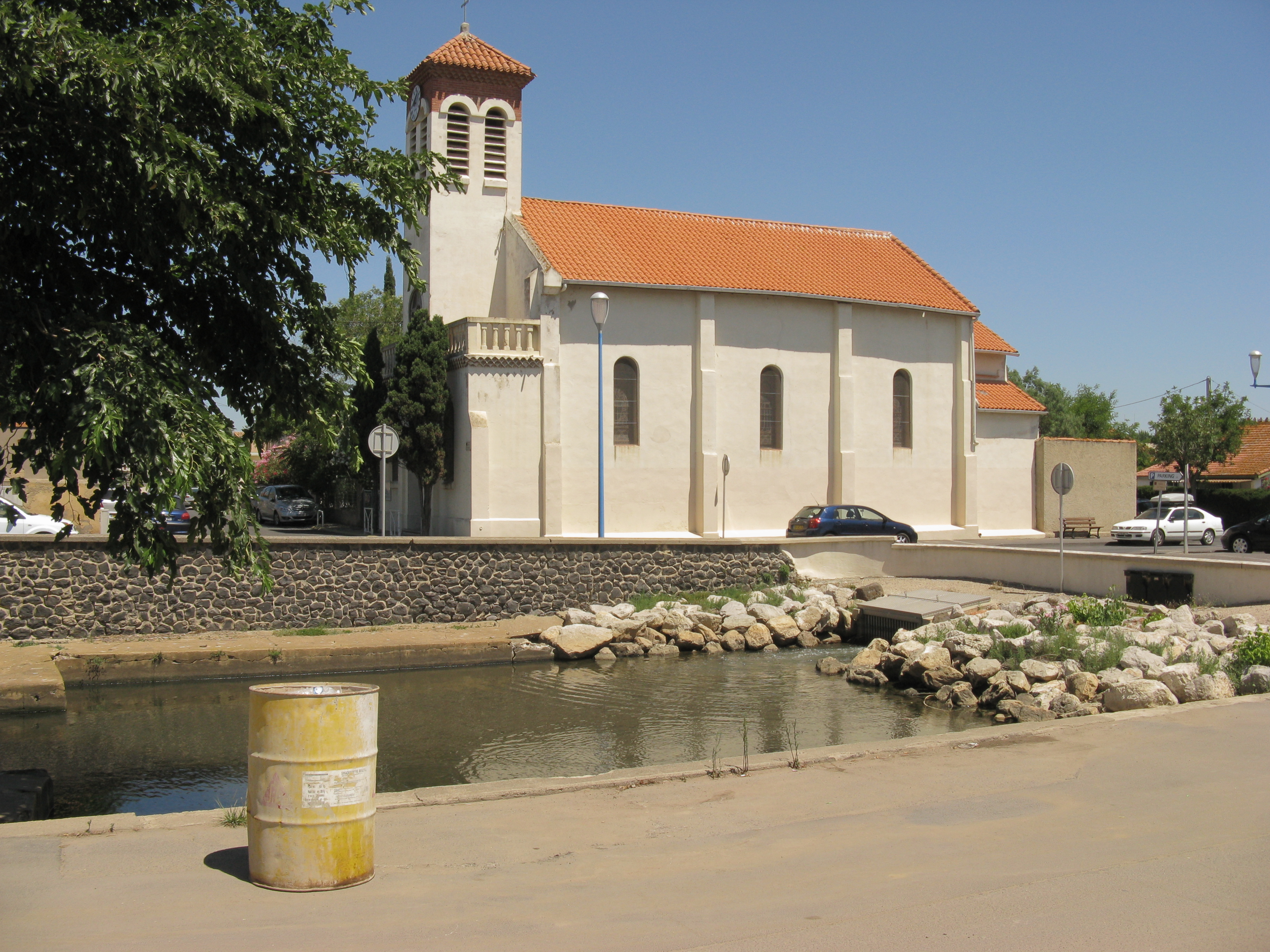
Seitenansicht vom Quai Antoine Fonquerle

Die Église du Sacré-Cœur au Grau d’Agde ist eine katholische Pfarrkirche des Erzbistums Montpellier im Ortsteil Grau d’Agde der Stadt Agde im französischen Département Hérault. Sie ist ein Wahrzeichen des heute weitgehend von Ferienhäusern und touristischen Einrichtungen geprägten Ortsteils.

## Geschichte
Zu Beginn des 20. Jahrhunderts wuchs die Bedeutung des früheren Fischerdorfs Grau d’Agde an der Mündung des Hérault als Ferienort. Die 1903 eingeweihte Kirche Sacré-Cœur gilt gleichwohl als Kirche der Fischer. Der langgestreckte einschiffige Kirchenraum im Stil der Neoromanik wird durch eine hölzerne Rundbogendecke abgeschlossen, die an einen Schiffsrumpf erinnern soll. Die Langseiten werden durch Lisenen und Rundbogenfenster mit Heiligendarstellungen in drei Achsen gegliedert. Eine rundbogige Altarnische mit Pilasterrahmung schließt den Kirchenraum nach Westen ab.
1933 wurde der Glockenturm in seiner heutigen Form mit rundbogigen doppelten Schallluken und einem flachen Pyramidendach errichtet.
2020 wurde das Kircheninnere renoviert.

## Ausstattung
Das große Kruzifix in der Apsis aus dem Jahr 1831 ist ein Werk von Antoine Casse. Es stammt ursprünglich aus der älteren Kirche l’Agenouillade in Grau d’Agde.

## Glocke
Die Glocke von Sacré Cœur (auch Cloche de la Mer) wurde am 28. April 1903 durch Joseph-Médard Émard, Bischof von Valleyfield (Kanada), einem persönlichen Freund von Elisée Lazaire, dem damaligen Pfarrer der Pfarrgemeinde Saint-Sever in Agde, geweiht.